# Tarumã (Manaus)
Tarumã é um bairro do município brasileiro de Manaus. Pertencente à Zona Oeste da cidade, tem uma população de 33 168 habitantes, conforme estimativas de 2017 da Secretaria de Desenvolvimento Econômico, Ciência, Tecnologia e Inovação do Amazonas (SEDECTI). Até o ano de 2006, era considerado parte da área rural, porém, foi integrado à Zona Oeste da cidade.
Integram o bairro: os conjuntos Áurea Braga (Parque Cidadão X) 1ª e 2ª etapa; os loteamentos Parque Riachuelo I e II, Parque Rio Solimões, Parque São Pedro, Villa Suíça, Paraíso Tropical, Parque das Mansões, Parque do Lago, Parque das Nações Indígenas, Campos Sales, Nova Friburgo, Abrahinópolis e Barra do Cetur, Pontal. E os condomínios ali situados.